# Stagioni dei Los Angeles Rams
Questa è la lista delle stagioni sportive dei Los Angeles Rams nella National Football League che documenta i risultati stagione per stagione dal 1936 ad oggi, compresi i risultati nei play-off.

## Stagioni
| Campioni NFL (1920–1969) | Edizioni del Super Bowl (1970–present) | Campioni di Conference | Campioni di Division | Wild Card | Spareggio |

| Stagione         | Anno                                                                 | Lega           | Conference     | Division       | Stagione regolare | Stagione regolare                                                         | Stagione regolare | Stagione regolare | Risultati nei playoff | Premi individuali                                                  | Allenatori                                 |
| Stagione         | Anno                                                                 | Lega           | Conference     | Division       | Pos. (totale)     | V                                                                         | S                 | P                 | Risultati nei playoff | Premi individuali                                                  | Allenatori                                 |
| Cleveland Rams   | Cleveland Rams                                                       | Cleveland Rams | Cleveland Rams | Cleveland Rams | Cleveland Rams    | Cleveland Rams                                                            | Cleveland Rams    | Cleveland Rams    | Cleveland Rams | Cleveland Rams                                                     | Cleveland Rams                             |
| ---------------- | -------------------------------------------------------------------- | -------------- | -------------- | -------------- | ----------------- | ------------------------------------------------------------------------- | ----------------- | ----------------- | --- | ------------------------------------------------------------------ | ------------------------------------------ |
| 1936             | 1936                                                                 | AFL            |                |                | 2° (2°/6)         | 5                                                                         | 2                 | 2                 | |                                                                    | Damon Wetzel                               |
| 1937             | 1937                                                                 | NFL            | NFL            | West           | 5° (10°/10)       | 1                                                                         | 10                | 0                 | |                                                                    | Hugo Bezdek                                |
| 1938             | 1938                                                                 | NFL            |                | West           | 4° (8°/10)        | 4                                                                         | 7                 | 0                 | |                                                                    | Hugo Bezdek (0–3) Art Lewis (4–4)          |
| 1939             | 1939                                                                 | NFL            |                | West           | 4° (6°/10)        | 5                                                                         | 5                 | 1                 | | Parker Hall (MVP)                                                  | Dutch Clark                                |
| 1940             | 1940                                                                 | NFL            |                | West           | 4° (7°/10)        | 4                                                                         | 6                 | 1                 | |                                                                    | Dutch Clark                                |
| 1941             | 1941                                                                 | NFL            |                | West           | 5° (9°/10)        | 2                                                                         | 9                 | 0                 | |                                                                    | Dutch Clark                                |
| 1942             | 1942                                                                 | NFL            |                | West           | 3° (6°/10)        | 5                                                                         | 6                 | 0                 | |                                                                    | Dutch Clark                                |
|                  | La squadra sospende l'attività a causa della Seconda Guerra Mondiale |                |                |                |                   |                                                                           |                   |                   | |                                                                    |                                            |
| 1944             | 1944                                                                 | NFL            |                | West           | 4° (7°/10)        | 4                                                                         | 6                 | 0                 | |                                                                    | Aldo Donelli                               |
| 1945             | 1945                                                                 | NFL            |                | West           | 1° (1°/10)        | 9                                                                         | 1                 | 0                 | Vincono il Campionato NFL (1) contro i Redskins per 15–14 | Adam Walsh (COY) Bob Waterfield (MVP)                              | Adam Walsh                                 |
| Los Angeles Rams |                                                                      |                |                |                |                   |                                                                           |                   |                   | |                                                                    |                                            |
| 1946             | 1946                                                                 | NFL            |                | West           | 2° (4°/10)        | 6                                                                         | 4                 | 1                 | |                                                                    | Adam Walsh                                 |
| 1947             | 1947                                                                 | NFL            |                | West           | 4° (5°/10)        | 6                                                                         | 6                 | 0                 | |                                                                    | Bob Snyder                                 |
| 1948             | 1948                                                                 | NFL            |                | West           | 3° (5°/10)        | 6                                                                         | 5                 | 1                 | |                                                                    | Clark Shaughnessy                          |
| 1949             | 1949                                                                 | NFL            |                | West           | 1° (2°/10)        | 8                                                                         | 2                 | 2                 | Perdono il Campionato NFL contro gli Eagles per 14–0 |                                                                    | Clark Shaughnessy                          |
| 1950             | 1950                                                                 | NFL            | National       |                | 1° (2°/13)        | 9                                                                         | 3                 | 0                 | Vincono il playoff di Conference contro i Bears per 24–14 Perdono il Campionato NFL contro i Browns per 30–28 |                                                                    | Joe Stydahar                               |
| 1951             | 1951                                                                 | NFL            | National       |                | 1° (1°/12)        | 8                                                                         | 4                 | 0                 | Vincono il Campionato NFL (2) contro i Browns per 24–17 |                                                                    | Joe Stydahar                               |
| 1952             | 1952                                                                 | NFL            | National       |                | 2° (2°/12)        | 9                                                                         | 3                 | 0                 | Perdono il playoff di conference contro i Lions per 31–21 | Hamp Pool (COY)                                                    | Joe Stydahar (0–1) Hamp Pool (9–2)         |
| 1953             | 1953                                                                 | NFL            | Western        |                | 3° (4°/12)        | 8                                                                         | 3                 | 1                 | |                                                                    | Hamp Pool                                  |
| 1954             | 1954                                                                 | NFL            | Western        |                | 4° (7°/12)        | 6                                                                         | 5                 | 1                 | |                                                                    | Hamp Pool                                  |
| 1955             | 1955                                                                 | NFL            | Western        |                | 1° (2°/12)        | 8                                                                         | 3                 | 1                 | Perdono il Campionato NFL contro i Browns per 38–14 |                                                                    | Sid Gillman                                |
| 1956             | 1956                                                                 | NFL            | Western        |                | T-5° (11°/12)     | 4                                                                         | 8                 | 0                 | |                                                                    | Sid Gillman                                |
| 1957             | 1957                                                                 | NFL            | Western        |                | 4° (6°/12)        | 6                                                                         | 6                 | 0                 | |                                                                    | Sid Gillman                                |
| 1958             | 1958                                                                 | NFL            | Western        |                | T-2° (5°/12)      | 8                                                                         | 4                 | 0                 | |                                                                    | Sid Gillman                                |
| 1959             | 1959                                                                 | NFL            | Western        |                | 6° (12°/12)       | 2                                                                         | 10                | 0                 | |                                                                    | Sid Gillman                                |
| 1960             | 1960                                                                 | NFL            | Western        |                | 6° (17°/21)       | 4                                                                         | 7                 | 1                 | |                                                                    | Bob Waterfield                             |
| 1961             | 1961                                                                 | NFL            | Western        |                | 6° (18°/22)       | 4                                                                         | 10                | 0                 | |                                                                    | Bob Waterfield                             |
| 1962             | 1962                                                                 | NFL            | Western        |                | 7° (21°/22)       | 1                                                                         | 12                | 1                 | |                                                                    | Bob Waterfield (1–7) Harland Svare (0–5–1) |
| 1963             | 1963                                                                 | NFL            | Western        |                | 6° (17°/22)       | 5                                                                         | 9                 | 0                 | |                                                                    | Harland Svare                              |
| 1964             | 1964                                                                 | NFL            | Western        |                | 5° (14°/22)       | 5                                                                         | 7                 | 2                 | |                                                                    | Harland Svare                              |
| 1965             | 1965                                                                 | NFL            | Western        |                | 7° (20°/22)       | 4                                                                         | 10                | 0                 | |                                                                    | Harland Svare                              |
| 1966             | 1966                                                                 | NFL            | Western        |                | 3° (11°/24)       | 8                                                                         | 6                 | 0                 | |                                                                    | George Allen                               |
| 1967             | 1967                                                                 | NFL            | Western        | Coastal        | 1° (3°/25)        | 11                                                                        | 1                 | 2                 | Perdono i playoff di conference contro i Packers per 28–7 | George Allen (COY) Deacon Jones (DPOY)                             | George Allen                               |
| 1968             | 1968                                                                 | NFL            | Western        | Coastal        | 2° (6°/26)        | 10                                                                        | 3                 | 1                 | | Deacon Jones (DPOY)                                                | George Allen                               |
| 1969             | 1969                                                                 | NFL            | Western        | Coastal        | 1° (4°/26)        | 11                                                                        | 3                 | 0                 | Perdono i playoff di conference contro i Vikings per 23–20 | Roman Gabriel (MVP)                                                | George Allen                               |
| 1970             | 1970                                                                 | NFL            | NFC            | West           | 2° (7°/26)        | 9                                                                         | 4                 | 1                 | |                                                                    | George Allen                               |
| 1971             | 1971                                                                 | NFL            | NFC            | West           | 2° (10°/26)       | 8                                                                         | 5                 | 1                 | | Isiah Robertson (DROY)                                             | Tommy Prothro                              |
| 1972             | 1972                                                                 | NFL            | NFC            | West           | 3° (16°/26)       | 6                                                                         | 7                 | 1                 | |                                                                    | Tommy Prothro                              |
| 1973             | 1973                                                                 | NFL            | NFC            | West           | 1° (5°/26)        | 12                                                                        | 2                 | 0                 | Perdono i playoff di divisione contro i Cowboys per 27–16 | Chuck Knox (COY)                                                   | Chuck Knox                                 |
| 1974             | 1974                                                                 | NFL            | NFC            | West           | 1° (4°/26)        | 10                                                                        | 4                 | 0                 | Vincono i playoff di divisione contro i Redskins per 19–10 Perdono il Campionato NFC contro i Vikings per 14–10 |                                                                    | Chuck Knox                                 |
| 1975             | 1975                                                                 | NFL            | NFC            | West           | 1° (3°/26)        | 12                                                                        | 2                 | 0                 | Vincono i playoff di divisione contro i St. Louis Cardinals per 35–23 Perdono il Campionato NFL contro i Cowboys per 37–7                                                                                                  | Jack Youngblood (DPOY)                                             | Chuck Knox                                 |
| 1976             | 1976                                                                 | NFL            | NFC            | West           | 1° (3°/28)        | 10                                                                        | 3                 | 1                 | Vincono i playoff di divisione contro i Cowboys per 14–12 Perdono il Campionato NFL contro i Vikings per 24–13 |                                                                    | Chuck Knox                                 |
| 1977             | 1977                                                                 | NFL            | NFC            | West           | 1° (6°/28)        | 10                                                                        | 4                 | 0                 | Perdono i playoff di divisione contro i Vikings per 14–7 |                                                                    | Chuck Knox                                 |
| 1978             | 1978                                                                 | NFL            | NFC            | West           | 1° (3°/28)        | 12                                                                        | 4                 | 0                 | Vincono i playoff di divisione contro i Vikings per 34–10 Perdono il Campionato NFC contro i Cowboys per 28–0 |                                                                    | Ray Malavasi                               |
| 1979             | 1979                                                                 | NFL            | NFC            | West           | 1° (2°/28)        | 9                                                                         | 7                 | 0                 | Vincono i playoff di divisione contro i Cowboys per 21–19 Vincono il Campionato NFC contro i Buccaneers per 9–0 Perdono il Super Bowl XIV contro gli Steelers per 31–19                                                    |                                                                    | Ray Malavasi                               |
| 1980             | 1980                                                                 | NFL            | NFC            | West           | 2° (9°/28)        | 11                                                                        | 5                 | 0                 | Perdono la wild card contro i Cowboys per 34–13 |                                                                    | Ray Malavasi                               |
| 1981             | 1981                                                                 | NFL            | NFC            | West           | 3° (23°/28)       | 6                                                                         | 10                | 0                 | |                                                                    | Ray Malavasi                               |
| 1982             | 1982                                                                 | NFL            | NFC            |                | 14° (26°/28)      | 2                                                                         | 7                 | 0                 | |                                                                    | Ray Malavasi                               |
| 1983             | 1983                                                                 | NFL            | NFC            | West           | 2° (7°/28)        | 9                                                                         | 7                 | 0                 | Vincono la wild card contro i Cowboys per 24–17 Perdono i playoff di divisione contro i Redskins per 51–7 | Eric Dickerson (OROY)                                              | John Robinson                              |
| 1984             | 1984                                                                 | NFL            | NFC            | West           | 2° (10°/28)       | 10                                                                        | 6                 | 0                 | Perdono la wild card contro i Giants per 16–13 |                                                                    | John Robinson                              |
| 1985             | 1985                                                                 | NFL            | NFC            | West           | 1° (4°/28)        | 11                                                                        | 5                 | 0                 | Vincono i playoff di divisione contro i Cowboys per 20–0 Perdono il Campionato NFC contro i Bears per 24–0 |                                                                    | John Robinson                              |
| 1986             | 1986                                                                 | NFL            | NFC            | West           | 2° (9°/28)        | 10                                                                        | 6                 | 0                 | Perdono la wild card contro i Redskins per 19–7 | Eric Dickerson (OPOY)                                              | John Robinson                              |
| 1987             | 1987                                                                 | NFL            | NFC            | West           | 3° (19°/28)       | 6                                                                         | 9                 | 0                 | |                                                                    | John Robinson                              |
| 1988             | 1988                                                                 | NFL            | NFC            | West           | 2° (9°/28)        | 10                                                                        | 6                 | 0                 | Perdono la wild card contro i Vikings per 28–17 |                                                                    | John Robinson                              |
| 1989             | 1989                                                                 | NFL            | NFC            | West           | 2° (3°/28)        | 11                                                                        | 5                 | 0                 | Vincono la wild card contro gli Eagles per 21–7 Vincono i playoff di divisione contro i Giants per 19–13 Perdono il Campionato NFC contro i 49ers per 30–3                                                                 |                                                                    | John Robinson                              |
| 1990             | 1990                                                                 | NFL            | NFC            | West           | 3° (26°/28)       | 5                                                                         | 11                | 0                 | |                                                                    | John Robinson                              |
| 1991             | 1991                                                                 | NFL            | NFC            | West           | 4° (26°/28)       | 3                                                                         | 13                | 0                 | |                                                                    | John Robinson                              |
| 1992             | 1992                                                                 | NFL            | NFC            | West           | 4° (19°/28)       | 6                                                                         | 10                | 0                 | |                                                                    | Chuck Knox                                 |
| 1993             | 1993                                                                 | NFL            | NFC            | West           | 4° (23°/28)       | 5                                                                         | 11                | 0                 | | Jerome Bettis (OROY)                                               | Chuck Knox                                 |
| 1994             | 1994                                                                 | NFL            | NFC            | West           | 4° (25°/28)       | 4                                                                         | 12                | 0                 | |                                                                    | Chuck Knox                                 |
| St. Louis Rams   |                                                                      |                |                |                |                   |                                                                           |                   |                   | |                                                                    |                                            |
| 1995             | 1995                                                                 | NFL            | NFC            | West           | 3° (20°/30)       | 7                                                                         | 9                 | 0                 | |                                                                    | Rich Brooks                                |
| 1996             | 1996                                                                 | NFL            | NFC            | West           | 3° (23°/30)       | 6                                                                         | 10                | 0                 | |                                                                    | Rich Brooks                                |
| 1997             | 1997                                                                 | NFL            | NFC            | West           | 5° (25°/30)       | 5                                                                         | 11                | 0                 | |                                                                    | Dick Vermeil                               |
| 1998             | 1998                                                                 | NFL            | NFC            | West           | 5° (27°/30)       | 4                                                                         | 12                | 0                 | |                                                                    | Dick Vermeil                               |
| 1999             | 1999                                                                 | NFL            | NFC            | West           | 1° (1°/31)        | 13                                                                        | 3                 | 0                 | Vincono il playoff di divisione contro i Vikings per 49–37 Vincono il Campionato NFC contro i Buccaneers per 11–6 Vincono il Super Bowl XXXIV(3) contro i Titans per 23–16                                                 | Dick Vermeil (COY) Kurt Warner (MVP, SB MVP) Marshall Faulk (OPOY) | Dick Vermeil                               |
| 2000             | 2000                                                                 | NFL            | NFC            | West           | 2° (11°/31)       | 10                                                                        | 6                 | 0                 | Perdono la wild card contro i Saints per 31–28 | Marshall Faulk (MVP, OPOY)                                         | Mike Martz                                 |
| 2001             | 2001                                                                 | NFL            | NFC            | West           | 1° (2°/31)        | 14                                                                        | 2                 | 0                 | Vincono i playoff di divisione contro i Packers per 45–17 Vincono il Campionato NFC contro gli Eagles per 29–24 Perdono il Super Bowl XXXVI contro i Patriots per 20–17                                                    | Kurt Warner (MVP) Marshall Faulk (OPOY)                            | Mike Martz                                 |
| 2002             | 2002                                                                 | NFL            | NFC            | West           | 2° (22°/32)       | 7                                                                         | 9                 | 0                 | |                                                                    | Mike Martz                                 |
| 2003             | 2003                                                                 | NFL            | NFC            | West           | 1° (6°/32)        | 12                                                                        | 4                 | 0                 | Perdono i playoff di divisione contro i Panthers per 29–23 |                                                                    | Mike Martz                                 |
| 2004             | 2004                                                                 | NFL            | NFC            | West           | 2° (7°/32)        | 8                                                                         | 8                 | 0                 | Vincono la wild card contro i Seahawks per 27–20 Perdono i playoff di divisione contro i Falcons per 47–17 |                                                                    | Mike Martz                                 |
| 2005             | 2005                                                                 | NFL            | NFC            | West           | 2° (21°/32)       | 6                                                                         | 10                | 0                 | |                                                                    | Mike Martz (2–3) Joe Vitt (4–7)            |
| 2006             | 2006                                                                 | NFL            | NFC            | West           | 2° (17°/32)       | 8                                                                         | 8                 | 0                 | |                                                                    | Scott Linehan                              |
| 2007             | 2007                                                                 | NFL            | NFC            | West           | 4° (31°/32)       | 3                                                                         | 13                | 0                 | |                                                                    | Scott Linehan                              |
| 2008             | 2008                                                                 | NFL            | NFC            | West           | 4° (31°/32)       | 2                                                                         | 14                | 0                 | |                                                                    | Scott Linehan (0–4) Jim Haslett (2–10)     |
| 2009             | 2009                                                                 | NFL            | NFC            | West           | 4° (32°/32)       | 1                                                                         | 15                | 0                 | |                                                                    | Steve Spagnuolo                            |
| 2010             | 2010                                                                 | NFL            | NFC            | West           | 2° (17°/32)       | 7                                                                         | 9                 | 0                 | | Sam Bradford (OROY)                                                | Steve Spagnuolo                            |
| 2011             | 2011                                                                 | NFL            | NFC            | West           | 4° (32°/32)       | 2                                                                         | 14                | 0                 | |                                                                    | Steve Spagnuolo                            |
| 2012             | 2012                                                                 | NFL            | NFC            | West           | 3° (17°/32)       | 7                                                                         | 8                 | 1                 | |                                                                    | Jeff Fisher                                |
| 2013             | 2013                                                                 | NFL            | NFC            | West           | 4° (21°/32)       | 7                                                                         | 9                 | 0                 | |                                                                    | Jeff Fisher                                |
| 2014             | 2014                                                                 | NFL            | NFC            | West           | 4° (24°/32)       | 6                                                                         | 10                | 0                 | | Aaron Donald (DROY)                                                | Jeff Fisher                                |
| 2015             | 2015                                                                 | NFL            | NFC            | West           | 3° (19°/32)       | 7                                                                         | 9                 | 0                 | | Todd Gurley (OROY)                                                 | Jeff Fisher                                |
| Los Angeles Rams |                                                                      |                |                |                |                   |                                                                           |                   |                   | |                                                                    |                                            |
| 2016             | 2016                                                                 | NFL            | NFC            | West           | 3°                | 4                                                                         | 12                | 0                 | |                                                                    | Jeff Fisher (4–9) John Fassel (0–3)        |
| 2017             | 2017                                                                 | NFL            | NFC            | West           | 1°                | 11                                                                        | 5                 | 0                 | Perdono la wild card contro i Falcons per 26–13 | Sean McVay (COY) Aaron Donald (DPOY) Todd Gurley (OPOY)            | Sean McVay                                 |
| 2018             | 2018                                                                 | NFL            | NFC            | West           | 1°                | 13                                                                        | 3                 | 0                 | Vincono i playoff di divisione contro i Cowboys per 30–22 Vincono il Campionato NFC contro i Saints per 26–23 Perdono il Super Bowl LIII contro i Patriots 13–3                                                            | Aaron Donald (DPOY)                                                | Sean McVay                                 |
| 2019             | 2019                                                                 | NFL            | NFC            | West           | 3°                | 9                                                                         | 7                 | 0                 | |                                                                    | Sean McVay                                 |
| 2020             | 2020                                                                 | NFL            | NFC            | West           | 2°                | 10                                                                        | 6                 | 0                 | Vincono la wild card contro i Seahawks per 30–20 Perdono i playoff di divisione contro i Packers per 32–18 | Aaron Donald (DPOY)                                                | Sean McVay                                 |
| 2021             | 2021                                                                 | NFL            | NFC            | West           | 1°                | 12                                                                        | 5                 | 0                 | Vincono la wild card contro i Cardinals per 34–11 Vincono i playoff di divisione contro i Buccaneers per 30–27 Vincono il Campionato NFC contro i 49ers per 20–17 Vincono il Super Bowl LVI (4) contro i Bengals per 23–20 | Cooper Kupp (OPOY, SB MVP) Andrew Whitworth (WPMOY)                | Sean McVay                                 |
| 2022             | 2022                                                                 | NFL            | NFC            | West           |                   | 2                                                                         | 1                 | 0                 | |                                                                    |                                            |
| Totale           | Totale                                                               | Totale         | Totale         | Totale         | Totale            | 601                                                                       | 581               | 21                | Stagione regolare | Stagione regolare                                                  | Stagione regolare                          |
| Totale           | Totale                                                               | Totale         | Totale         | Totale         | Totale            | 26                                                                        | 27                | —                 | Playoff | Playoff                                                            | Playoff                                    |
| Totale           | Totale                                                               | Totale         | Totale         | Totale         | Totale            | 627                                                                       | 608               | 21                | Bilancio complessivo | Bilancio complessivo                                               | Bilancio complessivo                       |
| Totale           | Totale                                                               | Totale         | Totale         | Totale         | Totale            | 18 titoli divisionali, 8 titoli di conference, 4 titoli NFL, 2 Super Bowl |                   |                   | |                                                                    |                                            |